# Misja Gryf
Misja Gryf – serial dokumentalny produkcji polskiej z 2006 roku, emitowany po raz pierwszy na antenie TVP Szczecin, a następnie TVP Polonia (2008 i 2009) i TVP Historia (październik 2011-luty 2012). Prezenterem i głównym bohaterem jest Dariusz Baranik, dziennikarz TVP Szczecin. 
Celem programu jest  ukazanie ciekawostek związanych z bliższą i dalszą historią Pomorza Zachodniego. Duża część prezentowanych atrakcji ma związek z II wojną światową (np. bunkry, schrony, wyrzutnie rakiet, poligony doświadczalne, stanowiska artyleryjskie), jednak twórcy programu prezentują także zabytki techniki (np. budowle hydrotechniczne), a nawet sięgają do czasów sprzed powstania państwa polskiego. Unikalną cechą programu jest dyskusja na temat możliwości zagospodarowania niektórych obiektów, które nierzadko są w nie najlepszym stanie, a ich udostępnienie do zwiedzania wymaga sporych nakładów.
W programie występują także lokalne organizacje zajmujące się badaniem obiektów historycznych, grupy rekonstrukcyjne oraz prywatne osoby, które przyczyniły się do poprawy stanu niektórych obiektów.

## Odcinki
| LP | Tytuł                                    | Treść |
| -- | ---------------------------------------- | --- |
| 1  | "Podziemny Szczecin"                     | m.in. schrony w podziemiach dworca kolejowego Szczecin Główny i jego okolicach                                                                                      |
| 2  | "Stara fabryka"                          | ruiny fabryki benzyny syntetycznej w Policach |
| 3  | "Twierdza na wyspach"                    | fortyfikacje, baterie i umocnienia wschodniej części Świnoujścia, m.in. Bateria nabrzeżna "Forst", Bateria "Goben", Batalionowy Rejon Umocniony                     |
| 4  | "Zabytki techniki"                       | piwnice fabryki wódek, agregat prądotwórczy, suwnicę i silnik w ujęciu wody oraz most zwodzony w Podjuchach                                                         |
| 5  | "Twierdza na wyspach cz. 2"              | fortyfikacje, baterie i umocnienia zachodniej części Świnoujścia, m.in. Fort Anioła (Engelsburg), Fort Zachodni, Bateria Mielin, podstawy radarów, Bateria Sowiecka |
| 6  | "Tajemnice Wyspy Wolin"                  | fabryka cementu we wsi Lubin, wyrzutnia pocisków V-3 w Zalesiu oraz Szkoła Artylerii Przeciwlotniczej i Bateria Artylerii Stałej w Białej Górze                     |
| 7  | "Podziemny Szczecin cz. 2"               | schrony koło Jeziora Szmaragdowego, kanał pod Al. Bohaterów Warszawy, schron przy ul. Księżnej Dąbrówki                                                             |
| 8  | "Militarne Darłowo"                      | podstawa działa kolejowego "Dora", żelbetowe kulochwyty i schrony Ringstand R 58c "Tobruk" na plaży, Muzeum Pojazdów Wojskowych                                     |
| 9  | "Wał Pomorski. Odcinek Wałcz"            | m.in. Grupy Warowne "Cegielnia" i "Góra Wisielcza" oraz koszary w Wałczu                                                                                            |
| 10 | "Wolin - Jomsborg - Wineta"              | skansen Centrum Słowian i Wikingów Wolin-Jomsborg-Wineta |
| 11 | "Wał Pomorski, odcinek Borne Sulinowo"   | schrony koło Nadarzyc, Grupa Warowną "Góra Śmiadowska" i jaz na Piławie                                                                                             |
| 12 | "Tajemnice Bornego Sulinowa i okolic"    | baza głowic i wyrzutni rakiet, Kłomino - znikające miasto oraz muzeum w Bornem Sulinowie                                                                            |
| 13 | "Twierdza Kołobrzeg"                     | Bateria Artylerii Stałej BAS 19 (Stanowisko ogniowe, radar, dalmierz), Muzeum Oręża Polskiego oraz Twierdza Kołobrzeg                                               |
| 14 | "Tajemnice Dworca Głównego w Szczecinie" | schrony w podziemiach dworca kolejowego Szczecin Główny i podziemny tunel bagażowy                                                                                  |
| 15 | "Zabytkowe elektrownie wodne"            | elektrownia Niedalino i elektrownia Rościno |
| 16 | "Baza wyrzutni rakiet"                   | pozostałości budynków Dywizjonu Ogniowego Artylerii Rakietowej w Pobierowie oraz podziemia budynków TVP Szczecin - pomieszczenia techniczne oraz archiwum           |